# Bolesestra
Bolesestra (cyr. Болесестра) – wieś w Czarnogórze, w gminie Podgorica. W 2011 roku liczyła 26 mieszkańców.